# Selbstleuchtendes Nummernschild

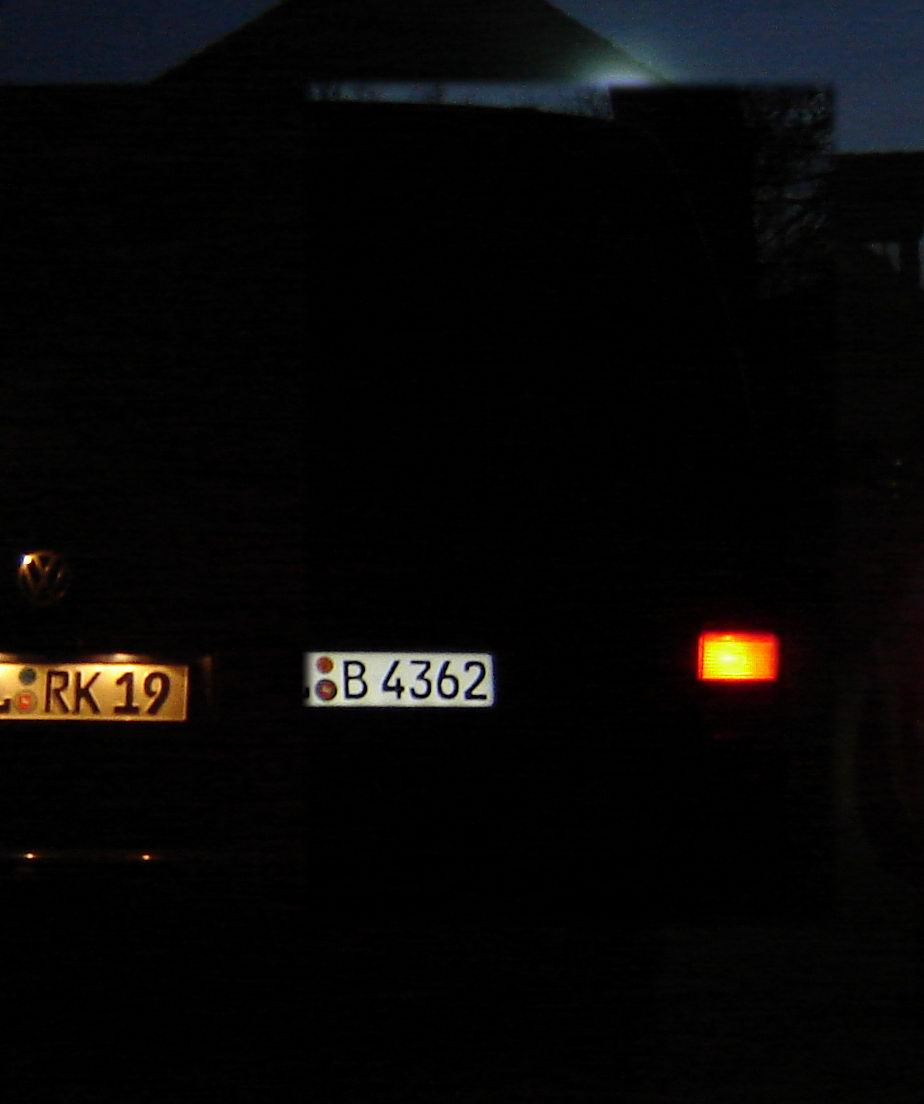
Selbstleuchtendes Kennzeichen im Vergleich zum reflektierenden Kennzeichen nach DIN

Selbstleuchtende Nummernschilder (SLN) oder Leuchtkennzeichen sind Kraftfahrzeugkennzeichen, die nicht von einer externen Lichtquelle angeleuchtet werden müssen, um bei Dunkelheit sichtbar und lesbar zu sein und somit den gesetzlichen Vorgaben zur Kennzeichenbeleuchtung zu entsprechen.
Von hinten mit Glühlampen beleuchtete Kennzeichen wurden bereits in den 1930er Jahren entwickelt, allerdings war der Platzbedarf erheblich höher als bei den damals üblichen Lösungen, daher wurden sie nur bei wenigen Automodellen eingebaut und waren nicht nachrüstbar.

## Technik
Folgende Systeme sind bekannt:

### Elektrolumineszierendes selbstleuchtendes Kennzeichen
Im Jahr 2002 entwickelte die Schweizer Firma Lumitec AG gemeinsam mit der Eisenacher FER Fahrzeugtechnik ein speziell versiegeltes Kunststoff-Kennzeichenhaltergehäuse, das im Jahre 2003 auf der 60. IAA in Frankfurt vorgestellt wurde. Bei diesem System wurden die einzelnen schwarzen Kunststoff-Buchstaben und Ziffern direkt auf eine lichtleitende, transparente Kunststoffscheibe aufgebracht, die mit einer EL-Folie unterlegt war. Das System hatte ein kompaktes Bauformat, nachteilig waren der extrem hohe Preis und die aufwendige Herstellung der Beschriftung. Dieses Verfahren war das erste in sich leuchtende Kennzeichensystem und erhielt zur Verwendung am VW Phaeton erstmals eine begrenzte Zulassung durch das Verkehrsministerium. Allerdings lief die Straßenzulassung dafür im Jahre 2005 aus. Das System war der Vorläufer der heutigen selbstleuchtenden Kennzeichen mit elektrolumineszierender Folie.

### Selbstleuchtendes Kennzeichen mit EL-Folie
Das einzige wirklich als „selbstleuchtendes Nummernschild“ zu bezeichnende Kennzeichen wurde von den Firmen Lighttech GmbH und A. Sievers GmbH zusammen mit weiteren Partnern entwickelt. Bei diesem Verfahren wird die Kennzeichenbeschriftung direkt auf eine EURO-Aluplatine geprägt, die zuvor mit einer speziellen elektrolumineszierenden, sogenannten EL-Folie und einer semitransparenten reflektierenden Folie laminiert wurde. Auf der Rückseite des Kennzeichens befindet sich der Ausgang eines Flachbandkabels, das mittels eines 12-V-Inverters an die Bordspannung des Fahrzeuges angeschlossen wird. Das System wurde von der Firma A. Sievers GmbH in den 2000er Jahren unter dem Namen G-elumic weiterentwickelt und zur Serienreife gebracht. Das Kraftfahrtbundesamt erteilte für dieses System erstmals am 27. Februar 2007 unter der ABG-Nr. K555 die offizielle ECE-4-Zulassung für alle Kraftfahrzeuge. Die Nummernschilder werden für Pkw in der Größe 520 mm × 110 mm und für Motorräder in der Größe 180 mm × 200 mm angeboten.
Dieses System sorgt für eine auffallend helle und gleichmäßige, homogene Ausleuchtung des gesamten Nummernschildes; dadurch entfällt die serienmäßige Kennzeichenbeleuchtung. Die unveränderte flache Bauweise der Aluminiumplatine erlaubt den nahezu uneingeschränkten Anbau an jedem Fahrzeug mit fast jedem handelsüblichen Kennzeichenträger. Längere Feldversuche haben nach anfänglichen Ausfällen die Alltagstauglichkeit inzwischen bestätigt. Nachteil ist derzeit noch der höhere Anschaffungspreis.

### Mit LED hinterleuchtetes Kennzeichen
Der amerikanische Mischkonzern 3M entwickelte ein mit LEDs hinterleuchtetes Kennzeichensystem. Dafür wurden in einen etwa 15 mm starken Kunststoffrahmen eine mit LEDs bestückte Leiste eingebaut, die mit einer transparenten Kunststoffplatine verklebt wurde. Auf dieser Scheibe wurde das speziell dafür entwickelte flexible, reflektierende, semitransparente und geprägte Kunststoffkennzeichen aufgebracht. Anschließend wurden beide Rahmenteile miteinander verbunden. Das Kraftfahrtbundesamt erteilte für dieses Verfahren am 10. Juli 2006 unter der ABG-Nr. K513 eine Allgemeine Bauartgenehmigung. Im November desselben Jahres kamen diese Kennzeichen in den Handel. Vier Jahre später, im Jahr 2010, wurde der Vertrieb jedoch wieder eingestellt.
Die Nachteile dieses Systems waren unter anderem das auftragende Bauformat, Undichtigkeiten und die damit verbundene elektrische Anfälligkeit. Außerdem benötigten die Prägebetriebe spezielle Prägewerkzeuge für die Prägung der flexiblen Kunststoffkennzeichen.

### Mit LED beleuchteter Kennzeichenhalter
Im Dezember 2008 brachte die Firma Utsch AG aus Siegen einen beleuchteten Nummernschildhalter namens „Erulux“ auf den Markt; unter der ABG-Nr. K583 liegt eine Allgemeine Bauartgenehmigung vor. Bei diesem System wird das handelsübliche Aluminiumkennzeichen in einem zweiteiligen, 17 mm starken Kunststoffrahmen gelegt und verschlossen. Eine mit 20 LEDs bestückte Leiterfläche und eine transparente Kunststoffscheibe sorgen anschließend für die ausreichende Kennzeichenbeleuchtung.
Der Vorteil dieses Systems besteht darin, dass jedes handelsübliche Kennzeichen im passenden Format weiterbenutzt und gewechselt werden kann. Nachteile sind unter anderem der etwas höhere Anschaffungspreis, der schwere Rahmen, vergleichbar mit dem 3M-System, kein ganz gleichmäßiges Leuchtbild sowie die Tatsache, dass das Kennzeichen zu jeder Hauptuntersuchung aus dem Träger ausgebaut werden muss. Die Lichtkegel der LEDs sind deutlich erkennbar und lassen die Mitte des Kennzeichens etwas blass erscheinen.

### Selbstleuchtendes Kennzeichen mit LED
Die Firma Sun-Tec entwickelte ein Kennzeichensystem bei dem eine herkömmliche Aluplatine, eine semitransparente und semireflektierende Folie zusammengeklebt werden. Dazwischen wird ein Thermoplast gelagert, welcher eine LED-bestückte transparente Folie enthält. Diese Folien werden üblicherweise auch in transparente LED-Gläser eingesetzt. Diese Technologie erlaubt eine nachträgliche Prägung der Platine, die etwa 1,6 mm stärker ist als ein herkömmliches Nummernschild.
Als Nachteil erweisen sich die rundum deutlich sichtbaren LED-Lichtkegel. Eine ABG ist bisher nicht bekannt.

## Hintergrund
In den meisten europäischen Ländern ist eine Kennzeichenbeleuchtung von außen mittels Glühlampen und neuerdings auch mit LEDs vorgeschrieben. Das Kraftfahrtbundesamt in Deutschland erteilte zunächst eine Ausnahmeverordnung für die Zulassung von „selbstleuchtenden Kennzeichen“ bis zum 29. April 2005. Im Juli 2006 erhielt zuerst die Firma 3M in Deutschland eine Allgemeine Bauartgenehmigung (ABG) für das von ihnen entwickelte Kennzeichen.
Grundlage dafür ist die geänderte und dementsprechend angepasste ehemalige StVZO, jetzt FZV, unter der TA22. Die Zulassungsgenehmigung (ABG) besteht derzeit nur für die Befestigung am Heck des Fahrzeugs. Die serienmäßige Kennzeichenbeleuchtung kann bei der Verwendung eines beleuchteten Kennzeichensystems abgeschaltet werden.

## Vor- und Nachteile
Als Vorteile führen die Entwickler von selbstleuchtenden Kennzeichensystemen folgendes an:
- bessere Lesbarkeit durch gleichmäßige, homogene Ausleuchtung
- geringere Schattenbildung durch Lichtkegel auf den geprägten Kennzeichen
- bessere Sichtbarkeit bei schwierigen Licht- und Wetterverhältnissen
- bessere Sichtbarkeit aus fast allen Winkelpositionen
- geringerer Stromverbrauch
- mehr Möglichkeiten für die Automobildesigner
- kostengünstigere Produktion von Karosserieteilen für die Automobilhersteller, da der weltweit vorgeschriebene Neigungswinkel für Kennzeichen von 8° am Heck entfällt.

Ein Nachteil ist der derzeit noch höhere Preis gegenüber einem nicht selbstleuchtenden Kennzeichen.